# Luciano Ducci
Luciano Ducci (Curitiba, 23 de março de 1955) é um médico e político brasileiro, filiado ao Partido Socialista Brasileiro (PSB). Foi prefeito do município de Curitiba (2010-2012), assumindo após a renúncia de Beto Richa para disputar o governo do estado do Paraná em 2010. Em 2012, foi candidato à reeleição, ficando em terceiro lugar, no primeiro turno, a apenas 0,5% dos votos válidos do segundo colocado, Gustavo Fruet.

## Biografia

### Vida e formação
Casado com a também médica Marry Ducci, com quem tem dois filhos, nasceu em Curitiba em 23 de março de 1955. Filho de italianos, sendo o primeiro de sua família a nascer no Brasil, formou-se em Medicina pela Pontifícia Universidade Católica do Paraná (PUCPR) e especializou-se em medicina pediátrica, especificamente em pneumologia pediátrica e pneumologia infantil na Universita degli Studi di Roma, na Itália. Também fez especialização em administração pública pela Universidade Federal do Paraná (UFPR).

## Carreira política
Servidor de carreira da Secretaria Municipal de Saúde desde 1987, atuando nesse período como médico pediatra em unidades de saúde da Prefeitura, coordenou a implantação do serviço de vigilância sanitária e também coordenou a área de assistência à saúde.
Foi diretor-geral da Secretaria Estadual da Saúde, cargo do qual se afastou para assumir a Secretaria Municipal da Saúde. Desempenhou a função até 2002, período em que implantou, entre outras, iniciativas premiadas como o programa de atenção materno-infantil Mãe Curitibana e o Alfabetizando com Saúde, de alfabetização de adultos por meio de conteúdos de saúde. Desincompatibilizou-se do cargo em 2002, para se candidatar a deputado estadual.

### Deputado Estadual
Em 2002, foi eleito deputado estadual pelo Partido Socialista Brasileiro (PSB). Na Assembleia Legislativa, aprovou projeto destinando mais recursos para a saúde por meio da aplicação da emenda constitucional 29, que define os valores a serem aplicados no orçamento estadual.

### Prefeitura de Curitiba
Deixou a Assembleia Legislativa, em 2004, para compor a chapa encabeçada por Beto Richa à Prefeitura de Curitiba. A parceria se repetiu nas eleições de 2008, onde foram reeleitos.
No período de 2006 a 2010, além de Vice-prefeito, acumulou o cargo de Secretário Municipal da Saúde. No dia 30 de março de 2010, assumiu a frente executiva da Prefeitura de Curitiba, permanecendo no cargo até o fim de 2012.
Na sua gestão, foi um dos responsáveis pela elaboração do projeto de construção do Metrô de Curitiba, incluindo a cidade no PAC da Mobilidade do Governo Federal.
Em 2012, às vésperas de concorrer a reeleição para continuar no mandato de Prefeito de Curitiba, foi questionado pela revista Veja sobre a evolução do patrimônio de sua família após ter assumido o cargo de prefeito de Curitiba.

### Eleições de 2012
Ainda em 2012, lança-se candidato a prefeito de Curitiba ao lado do vice o Deputado federal Rubens Bueno, do Partido Popular Socialista (PPS). Sua coligação foi denominada Curitiba Sempre na Frente, contando com os partidos PSB, PSDB, PPS, DEM, PP, PSD, PTB, PRB, PSL, PTN, PSDC, PHS, PMN, PTC e PRB.
Ficou em terceiro lugar, atrás do segundo candidato (Gustavo Fruet, PDT) por uma margem de apenas 0,45% dos votos válidos no primeiro turno, resultado este que contrariou as previsões dos principais institutos de pesquisa.

### Deputado Federal
Em 2014, foi eleito deputado federal com 156.263 votos. Em 17 de abril de 2016, Ducci votou pela abertura do processo de impeachment de Dilma Rousseff. Já durante o Governo Michel Temer, votou a favor da PEC do Teto dos Gastos Públicos. Em abril de 2017 foi contrário à Reforma Trabalhista.
Em agosto de 2017 se ausentou da votação em que se pedia abertura de investigação do então presidente Michel Temer, ajudando a arquivar a denúncia do Ministério Público Federal.

## Histórico eleitoral
| Ano  | Eleição                | Partido | Candidato a                              | Votos        | %                 | Resultado  | Ref    |
| ---- | ---------------------- | ------- | ---------------------------------------- | ------------ | ----------------- | ---------- | ------ |
| 2002 | Estaduais do Paraná    | PSB     | Deputado estadual                        | ?            | ?                 | Eleito     |        |
| 2004 | Municipais de Curitiba | PSB     | Vice-prefeito Titular: Beto Richa (PSDB) | 329.451      | 35,06% (1°Turno)  | Eleito     | [ 12 ] |
| 2004 | Municipais de Curitiba | PSB     | Vice-prefeito Titular: Beto Richa (PSDB) | 494.440      | 54,78% (2° turno) | Eleito     | [ 12 ] |
| 2008 | Municipais de Curitiba | PSB     | Vice-prefeito Titular: Beto Richa (PSDB) | 778.514      | 77,27%            | Eleito     | [ 13 ] |
| 2012 | Municipais de Curitiba | PSB     | Prefeito                                 | 261.049 (3°) | 26,77%            | Não Eleito | [ 14 ] |
| 2014 | Estaduais no Paraná    | PSB     | Deputado federal                         | 156.263      | 2,76%             | Eleito     | [ 15 ] |
| 2018 | Estaduais no Paraná    | PSB     | Deputado federal                         | 98.214       | 1,71%             | Eleito     | [ 16 ] |
| 2022 | Estaduais no Paraná    | PSB     | Deputado federal                         | 95.521       | 1,56%             | Eleito     | [ 17 ] |
| 2024 | Municipais de Curitiba | PSB     | Prefeito                                 | 181.770 (3°) | 19,44%            | Eleito     | [ 18 ] |